# 新潟えだまめ盛
新潟えだまめ盛（にいがたえだまめもり）は、新潟県で主に行われるえだまめのザル盛・大盛、またはそれらを食べる食文化のこと。

## 概要
新潟県では、水田の畔（あぜ）にえだまめを植えてきたことから、古くから食文化として根付いている。
作付面積が日本一にもかかわらず、出荷量（統計上の生産量）が目立たないのは、新潟県民が食べつくすからだと言われており、さやまめ消費量は総務省家計調査が始まって以来１位を維持し続け、２位とは倍程度の差がある
2024年7月11日、新潟はえだまめ王国というイメージ確立を目指し、えだまめのザル盛・大盛をみんなで食べる新潟の食文化を全国に広く周知するため、新潟県知事により「新潟えだまめ盛」と命名された。

## 普及
新潟県内の飲食店や、新潟をルーツに持つ飲食店におけるキャンペーンを実施している。。
世界えだまめ早食い選手権など各種イベントでも振舞われる。
飲食店においては、ザル盛以外の器であっても大盛であれば新潟えだまめ盛と呼ぶことが多い。お品書きの表記において、えだまめの普通盛に対して「新潟盛(り)」と表記されることもある。